# 鞘磷脂
神經鞘磷脂（英語：Sphingomyelin），由一个鞘氨醇、一个脂肪酸、一个磷酸、一个胆碱或乙醇胺组成。存在于大多数哺乳动物细胞的細胞膜内，是髓鞘的主要成分。

## 外部連結

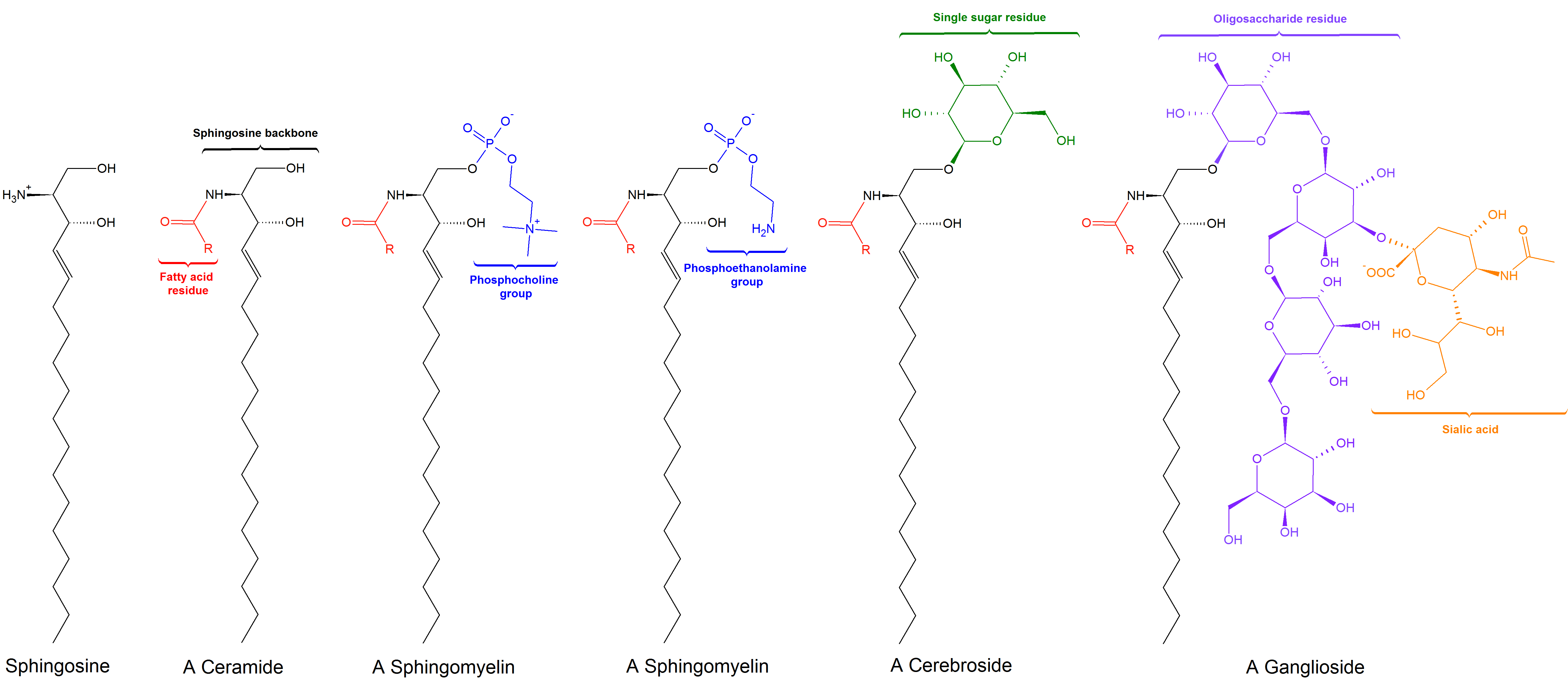
常見的鞘脂結構，左起第四為鞘磷脂。

鞘磷脂結構。黑：鞘氨醇，紅：磷酸膽鹼，藍：脂肪酸。

- 醫學主題詞表（MeSH）：Sphingomyelins